# 기린대로
기린대로(Girin-daero)는 전북특별자치도 전주시 완산구 교동 한벽교 북단과 덕진구 반월동 조촌 교차로를 잇는 전북특별자치도의 도로이다.
전주시내를 남동쪽에서 북서쪽으로 관통하는 도로로, 과거에는 녹두길이라 불렸으나 2009년 도로명을 새로 부여하면서 '기린대로'라 명명되었다. 기린대로라는 이름은 동고산성이 위치한 전주시 기린봉에서 따온 것이다.

## 주요 경유지
전북특별자치도
- 전주시 완산구 (교동 · 풍남동3가 · 남노송동 · 경원동3가 · 중노송동 · 서노송동) - 덕진구 (진북동 · 금암동 · 덕진동1가 · 덕진동2가 · 팔복동2가 · 팔복동1가 · 팔복동2가 · 여의동2가 · 여의동 · 반월동)

## 노선
| 이름                         | 접속 노선                                                         | 소재지        | 소재지        | 비고                              |
| 춘향로와 직결                | 춘향로와 직결                                                     | 춘향로와 직결 | 춘향로와 직결 | 춘향로와 직결                     |
| ---------------------------- | ----------------------------------------------------------------- | ------------- | ------------- | --------------------------------- |
| 한벽교                       |                                                                   | 전주시        | 완산구        |                                   |
| (오목대)                     | 태조로                                                            | 전주시        | 완산구        |                                   |
| (라한호텔)                   | 간납로                                                            | 전주시        | 완산구        |                                   |
| 병무청오거리                 | 견훤왕궁로 충경로 관선3길                                         | 전주시        | 완산구        |                                   |
| (홈플러스 전주완산점)        | 아중로 현무3길                                                    | 전주시        | 완산구        |                                   |
| 전주시청                     | 노송광장로                                                        | 전주시        | 완산구        |                                   |
| (진북동)                     | 안덕원로                                                          | 전주시        | 덕진구        |                                   |
| (전주전자상가)               | 건산로                                                            | 전주시        | 덕진구        |                                   |
| 금암광장 교차로              | 가리내로 조경단로 팔달로                                          | 전주시        | 덕진구        |                                   |
| 교보빌딩사거리               | 전주천동로                                                        | 전주시        | 덕진구        |                                   |
| 운동장네거리                 | 백제대로                                                          | 전주시        | 덕진구        |                                   |
| 덕진광장사거리               | 덕진광장로 사평로                                                 | 전주시        | 덕진구        |                                   |
| 가련광장 교차로              | 가련산로 송천중앙로                                               | 전주시        | 덕진구        |                                   |
| (추천대교 남단)              | 가리내로                                                          | 전주시        | 덕진구        |                                   |
| 추천대교                     |                                                                   | 전주시        | 덕진구        |                                   |
| (추천대교 북단)              | 추천로                                                            | 전주시        | 덕진구        |                                   |
| (전북은행 팔복동지점)        | 신복1길 신복5길 추천6길                                           | 전주시        | 덕진구        |                                   |
| (휴비스전주1공장)            | 구렛들3길                                                         | 전주시        | 덕진구        |                                   |
| 팔복소방파출소사거리         | 팔과정로                                                          | 전주시        | 덕진구        |                                   |
| 여의광장사거리               | 여산로 쪽구름로                                                   | 전주시        | 덕진구        |                                   |
| 호남제일문광장 교차로        | 혁신로                                                            | 전주시        | 덕진구        |                                   |
| 여의다리                     |                                                                   | 전주시        | 덕진구        |                                   |
| 조촌 교차로 (월드컵지하차도) | 국도 제21호선 국도 제26호선 (동부대로) (번영로) 온고을로 쪽구름로 | 전주시        | 덕진구        | 월드컵지하차도 통해 번영로와 직결 |

## 주요 건물 및 시설
- 오목대 (전북특별자치도 전주시 완산구 기린대로 55)
- 라한호텔 전주 (전북특별자치도 전주시 완산구 기린대로 85)
- 전주한옥마을 관광안내소 (전북특별자치도 전주시 완산구 기린대로 99)
- 홈플러스 전주완산점 (전북특별자치도 전주시 완산구 기린대로 170)
- 노송동시외버스정류장 (전북특별자치도 전주시 완산구 기린대로 177~179)
- SK텔레콤 전주사옥 (전북특별자치도 전주시 완산구 기린대로 194)
- 삼성생명빌딩 (전북특별자치도 전주시 완산구 기린대로 203)
- 대우빌딩 (전북특별자치도 전주시 완산구 기린대로 213)
- 전주농협 (전북특별자치도 전주시 완산구 기린대로 232)
- 영진빌딩 (전북특별자치도 전주시 덕진구 기린대로 358)
- 덕진문화파출소 (전북특별자치도 전주시 덕진구 기린대로 379)
- 교보생명빌딩 (전북특별자치도 전주시 덕진구 기린대로 389)
- 금암1동주민센터 (전북특별자치도 전주시 덕진구 기린대로 392)
- 수협중앙회빌딩, Sh수협은행 전북지역금융본부 (전북특별자치도 전주시 덕진구 기린대로 395)
- 세광타워 (전북특별자치도 전주시 덕진구 기린대로 396)
- 한화생명빌딩 (전북특별자치도 전주시 덕진구 기린대로 405)
- 삼성화재빌딩 (전북특별자치도 전주시 덕진구 기린대로 409)
- 전북일보 (전북특별자치도 전주시 덕진구 기린대로 418)
- 전주종합경기장 (전북특별자치도 전주시 덕진구 기린대로 451)
- 전주덕진동우체국 (전북특별자치도 전주시 덕진구 기린대로 490)
- KCC글라스 (전북특별자치도 전주시 덕진구 기린대로 734)
- 휴비스 전주1공장 (전북특별자치도 전주시 덕진구 기린대로 787)
- 더메이호텔 (전북특별자치도 전주시 덕진구 기린대로 800)
- 효성 전주공장 (전북특별자치도 전주시 덕진구 기린대로 886)
- 한국수자원공사 금영섬권역부문 (전북특별자치도 전주시 덕진구 기린대로 1025)
- 전주월드컵경기장 (전북특별자치도 전주시 덕진구 기린대로 1055)
- 호남제일문시외버스매표소 (전북특별자치도 전주시 덕진구 기린대로 1056)